# Montbéliardot
Montbéliardot – miejscowość i gmina we Francji, w regionie Burgundia-Franche-Comté, w departamencie Doubs.
Według danych na rok 1990 gminę zamieszkiwało 55 osób, a gęstość zaludnienia wynosiła 14 osób/km² (wśród 1786 gmin Franche-Comté Montbéliardot plasuje się na 688. miejscu pod względem liczby ludności, natomiast pod względem powierzchni na miejscu 889.).